# 雅皮士

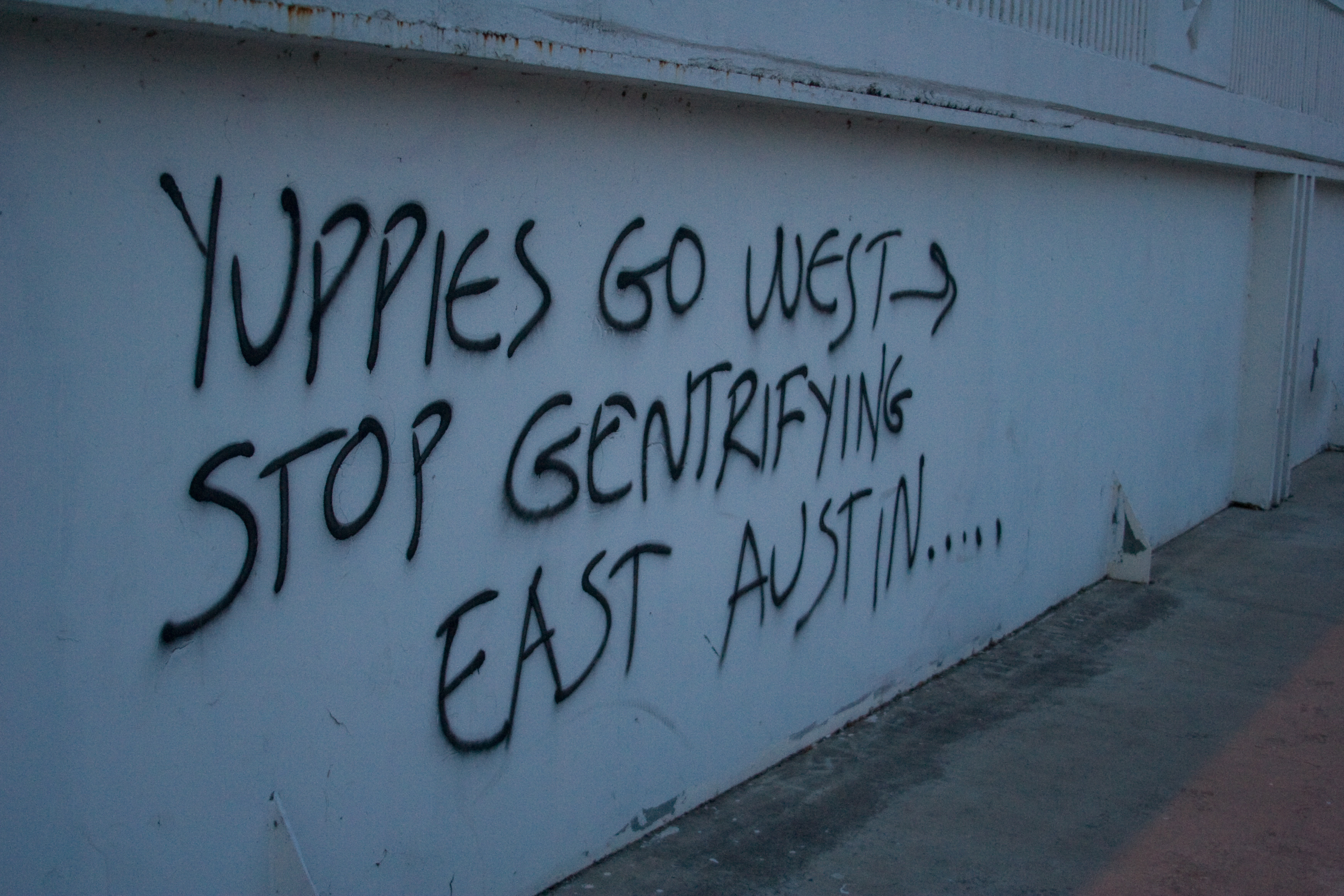
涂鸦表达了一种反雅皮士的情绪，批评中产阶级化。

雅皮士（英語：Yuppie），又譯為雅痞，是20世纪80年代初创造的一个术语，指在一个城市工作的年轻专业人员。英文Yuppie是（年轻的城市专业人员）或“young upwardly-mobile professional”（年轻的向上流动的专业人员）的简称。
这个词在1980年首次被证实，当时它被用作一个相当中性的人口标签，但到了20世纪80年代中后期，由于对绅士化等问题的担忧，“雅皮士反弹”开始形成，一些作家开始轻蔑地使用这个词。
雅皮士文化可以看出是一種急欲擺脫農村低俗、少知識、少文藝、非時尚氣息的欲動，這些人因為受了教育和開了眼界而對於上層都會名流的生活方式有嚮往，然而出身與家境經濟能力不足以支持，但自己的專業能力卻又賺得了一些溫飽之外的財富，所以在自己能力下打造一種迷你版名流生活。

## 历史
雅皮士这个词第一次出现在印刷品上是在1980年5月芝加哥杂志上，作者是丹·罗滕贝格。罗滕贝格在2015年报告说，他没有发明这个词，他听说过其他人使用这个词，而且当时他把它理解为一个相当中性的人口学术语。尽管如此，他的文章确实注意到了由于这一城市内部人口群的崛起而可能出现的社会经济迁移问题。约瑟夫·爱泼斯坦（英語：Joseph Epstein）被认为是在1982年创造了这个词，尽管这一点有争议。1983年，当辛迪加（syndicated）报纸专栏作家鲍勃·格林（英語：Bob Greene）发表了一篇关于前国际青年党（其成员被称为 “yippies”）的激进主义领导人杰里·鲁宾在1982年成立的一个商业网络团体的故事时，这个术语在美国获得了流行。格林说，他曾在这个社交小组(他们在54俱乐部认识，听着柔和的古典音乐)听到有人开玩笑说，鲁宾已经“从yippies变成了Yuppie”。格林的故事的标题是“从雅皮士到雅皮士”。《东湾快运》的幽默作家爱丽丝·卡恩在1983年6月发表的一篇讽刺文章中详细阐述了这个概念，使这个词进一步普及。

## 特征
作家、政治评论家Victor Davis Hanson曾写到：
要记住，雅皮士并非是完全由收入或阶层定义的，而是20世纪后期有关自我专注的青年职人的文化现象。他们享受高薪，醉心于精致的都市生活与思想，远离、对立于低收入且狭隘的中部人面临的挑战和忧虑
。
博客作家、Y Combinator联合创始人保罗·格雷厄姆在2016年的一篇随笔中提及雅皮士时，
认为这个词是因20世纪80年代就业市场的变化导致的：

“雅皮士”这个词出现于20世纪80年代并非巧合。这个词现在已经很少使用，因为人们已习以为常，但在当时它是个新奇的标签。雅皮士指高收入的年轻职人。这对今天的二十几岁年轻人来说不值一提——年轻职人难道不是本应该收入高吗？但在80年代以前，职业生涯初期过低的收入是职业道路的一部分。年轻人要先隐忍，一点点往上爬，回报要晚些到。所以那时雅皮士们要求为他们当下的工作付（不折不扣的）市场价是十分不寻常的。

## 參看
- 嬉皮
- 粉領族
- 布波族